# Annefrid

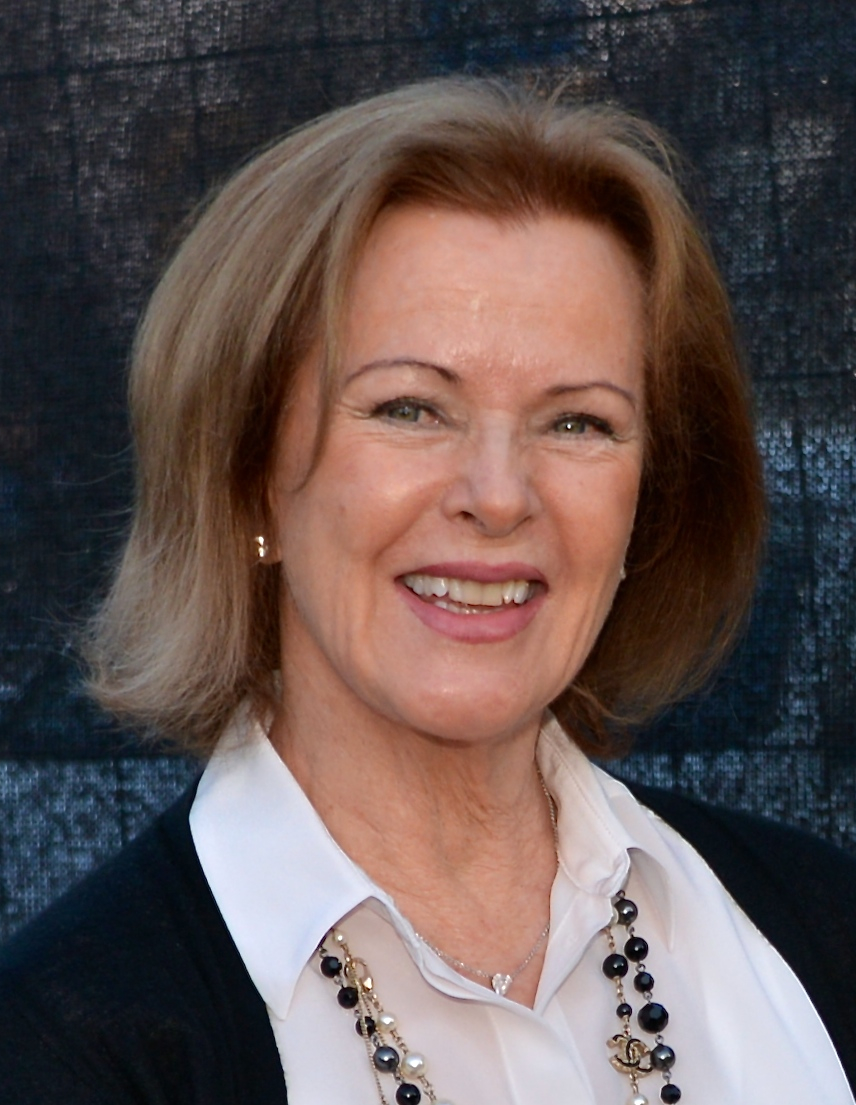
Anni-Frid Lyngstad

Annefrid eller Annifrid är ett nybildat kvinnonamn som är sammansatt av Anna och Frida. Anna kommer från hebreiskans Channah som betyder nåd. Frida är ett fornnordiskt namn som betyder älskad eller frid, fred.
Den 31 december 2014 fanns det totalt 59 kvinnor folkbokförda i Sverige med namnet Annefrid eller Annifrid, varav 37 bar det som tilltalsnamn.
Namnsdag i Sverige: saknas (1986-1992: 3 januari)

## Personer med namnet Annefrid eller Annifrid
- Anni-Frid Lyngstad, norsk-svensk sångerska (Abba)